# Río Irani
El río Irani es un curso de agua brasileño del estado de Santa Catarina. Forma parte de la Cuenca del Plata, nace en el municipio de Água Doce y con rumbo oeste se dirige hacia el río Uruguay donde desemboca en el límite entre los municipios de  Chapecó y Paial.
- Datos: Q3432462